# Білоусовська селищна адміністрація
Білоу́совська селищна адміністрація (каз. Белоусовка кенттік әкімдігі, рос. Белоусовская поселковая администрация) — адміністративна одиниця у складі Глибоківського району Східноказахстанської області Казахстану. Адміністративний центр — селище Білоусовка.
Населення — 9434 особи (2021; 9649 у 2009, 9981 у 1999, 13045 у 1989).
Станом на 1989 рік існувала Білоусовська селищна рада (смт Білоусовка).